# Burgstall Staufenberg
Der Burgstall Staufenberg, auch Altes Schlössle genannt, ist eine abgegangene Höhenburg auf dem Staufenberg bei 400 m ü. NN im Bereich der Wüstung Staufenberg (Flurname Altes Schlößle) südsüdwestlich dem Weiler Rauhenzainbach der Gemeinde Fichtenberg im Landkreis Schwäbisch Hall in Baden-Württemberg.
Der Burgstall der ehemaligen Burganlage, deren Name vom mittelhochdeutschen stouf = „Berg“ kommt, zeigt noch Reste eines Hals- und eines Ringgrabens.